# Hypsugo dolichodon
Hypsugo dolichodon es una especie de murciélago perteneciente al género Hypsugo. Fue descubierto por Görföl et al. en 2014. Es un murciélago de pequeño tamaño, con una longitud de 35,2 a 38,4 mm de antebrazo, y de 5,9 a 7 mm de pie. Se alimenta de insectos y posee unos caninos especialmente largos en comparación con otros de su género.